# オペル・アストラ
アストラ (ASTRA)は、オペルが生産・販売している自動車である。

## 概要
元々はイギリスのGM傘下のボクスホールブランドで使われていた車名であり、ドイツのオペルではボクスホール・アストラと同じプラットフォームから作られた乗用車をカデット（Kadett）という名称で販売していた。また、GMのオーストラリア子会社であるホールデンは、日産・パルサー（2代目および3代目）のOEMモデルとしてホールデン・アストラを発売していたことがあった。
1991年にGMのコーポレートアイディンティティ（CI）政策により、全世界で車名が「アストラ」に統一された。「アストラ」とは、ラテン語で「星、新星」を意味する。
2009年にはGMグループ内のオペル（欧州・中国・台湾）、ボクスホール（イギリス）、ホールデン（オセアニア）、サターン（北米）、シボレー（南米）のブランドで販売されていたが、その後2009年8月にホールデンでの販売は終了。2010年1月から中国で、上海GMビュイック・エクセル（英朗）XT（アストラJ）として販売開始。2010年10月、サターンブランド廃止によりサターン・アストラの販売は終了。
なお上述の事情によって、ボクスホール・アストラの世代数はオペル版に対して2つ増える(アストラFの場合、オペルでは初代だがボクスホールでは3代目)ことに留意が必要である。

## 初代 (1991年 - 1998年)
1991年にドイツ・リュッセルスハイム本社工場（サルーン、ワゴン）、ボーフム（ワゴン）、ベルギー・アントウェルペン（ハッチバック）で製造が開始された。1994年にイタリア・トリノのベルトーネの工場でカブリオレの製造が開始された。南アフリカのデルタモーターズがライセンス製造、これにより世界80個所で270万台を販売し、GMグループで最高の販売台数になるとともに、カローラに次いで世界第2位の販売台数を誇る車種となり、1997年には西ヨーロッパにおける販売台数で第1位を記録した。
競合であるフォルクスワーゲン・ゴルフには当時ワゴンモデルが存在しなかったため、1994年からの欧州、日本のワゴンブームにのり、ワゴン車でもドイツでは第1位を記録した。この影響により、その後、フォルクスワーゲンはゴルフにワゴンモデルを投入するに至っている。
アストラGが登場してからも一部地域ではアストラ・クラシックとしてサルーンモデルを生産していた。

### 日本仕様
3ドアと5ドアハッチバック、4ドアサルーン、5ドアワゴン、2ドアカブリオレのガソリンエンジンのモデルが輸入された。1993年から1996年モデルまでは、全ボディともにC20NEと呼ばれる2.0 LのSOHCエンジンに4速ATを組み合わせたものが基本となった。
1997年モデルからは全車エコテック（ECOTEC ）と呼ばれるDOHCエンジンを搭載した（シュポルトグレードのみ前年からの搭載）。エコテック搭載車はリヤエンブレムに"16V"とあるのが外装からの判別ポイントになる。それまではスポーツモデルを除きグレードによるエンジンの違いはなかったが、この年よりGL系は1.6L、CDX/ワゴンクラブ/カブリオは1.8L、SPORT系は2.0Lとなった。1998年モデルは限定車のワゴンクラブスペシャルのみで、これを最後にアストラGにバトンタッチした。
なお外装が大きく変わったのは1995年モデルからである。フロントグリルや灯火類、サイドモール、エンブレムが全車変更され、ワゴン以外の車種にリヤガーニッシュ追加、ハッチバックはリヤスポイラーとリヤバンパー形状がそれぞれ変更された。
1994年モデルまでは、瞬間燃費などが表示されるマルチインフォメーションディスプレイ（MID）が装備（GL/ワゴンGLS/カブリオ除く）されたが1995年以降は時計やオーディオ情報のみ表示のトリプルインフォメーションディスプレイ（TID）に全車変更された。
運転席エアバッグは1994年モデルから、助手席エアバッグは1995年モデルより全車種に標準装備された。なおABSは初年度（1993年）より全車標準装備である。カブリオとコンフォートエディション（1997年の限定車）を除き、後席の窓は手動だった。
- ハッチバックGLには5MT（2.0 Lワイドレシオ、1,6 Lクロスレシオ）の設定あり。1994年モデルの5ドアのみ左/右ハンドルが選べたが、それ以外は右ハンドル。
- 3ドアGSi-16V（1993-1994）と5ドアSPORT（1995）には、C20XEと呼ばれるF3ベースのコスワース製（1994年以降はコスキャスト製）2.0 L DOHCエンジンに5速MT（クロースレシオ）が搭載された。なおGSi-16VとSPORTではギヤ比が変更されている。これらは左ハンドルのみの設定だった。

### スポーツモデル
- GSi-16V（1993-1994）- C20XEエンジン、専用エアロパーツ、専用フロントグリルが装着された。
- GT（1993-1995）- C20NEエンジンだが、スポーツシート、標準車より固められた足廻りやスポーツエグゾーストパイプが装備された。
- SPORT（1995-1997・Fのみ呼称はシュポルト）グレードは、年式（モデルイヤー）によって全く違う内容になっている。
  - 1994年（XD200） 5ドアハッチバックGLの4速AT車をベースにした限定車。
  - 1995年（XD200） C20XEエンジンに5速MTを組み合わせたモデル。5ドアハッチバックのみ。
  - 1996年以降（XD202/XD202W） X20エンジンに4速ATを組み合わせたモデル。5ドアハッチバックとワゴン。

## 2代目 (1998年 - 2004年)

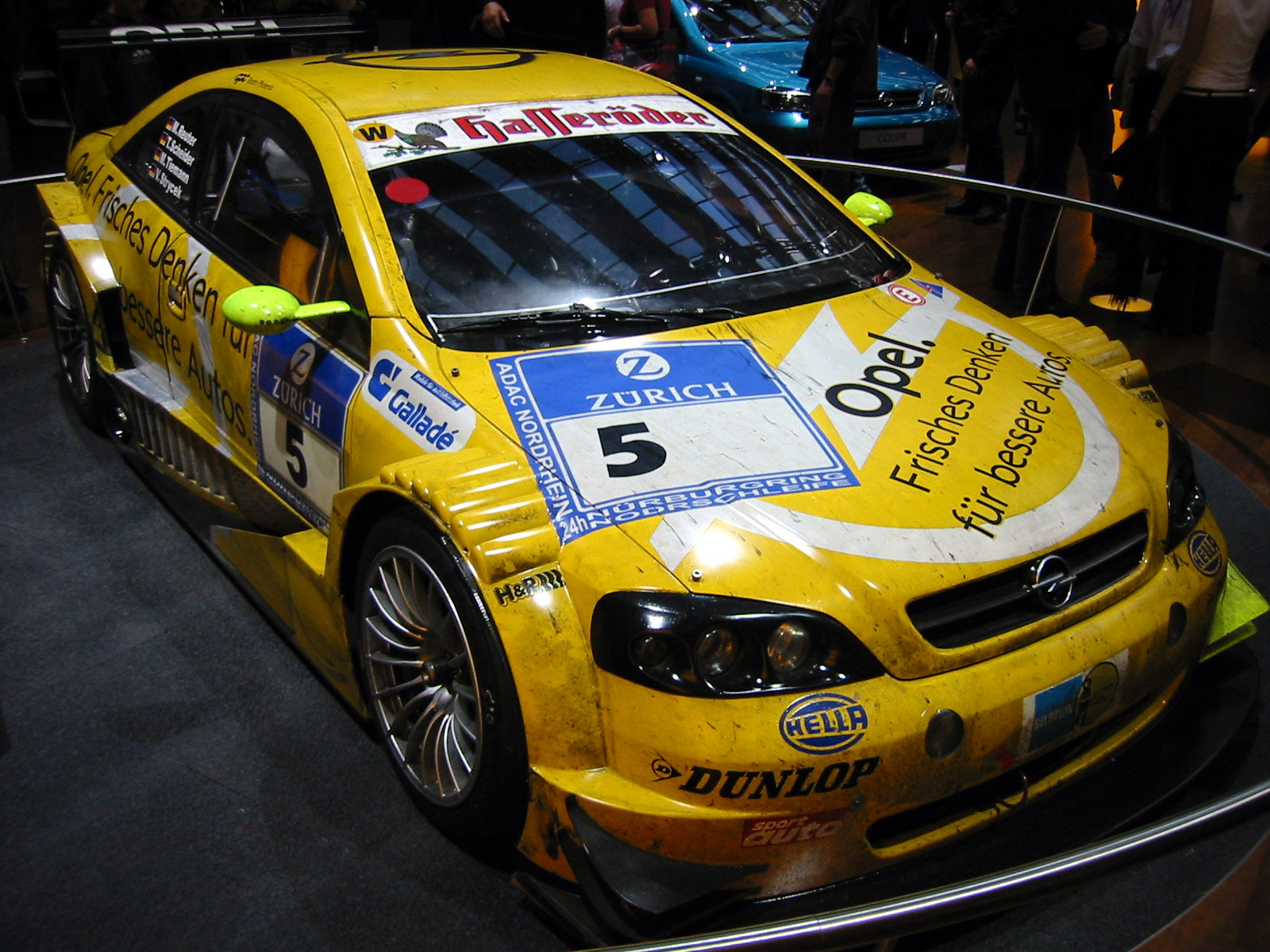
アストラ V8クーペ（DTM仕様車）

1997年に発表、1998年に発売開始。アルミニウム製のサブフレーム、シボレー・コルベットが採用した高水圧高張力ボディによりボディ剛性が2倍に引き上げられた。その他アクティブヘッドレスト（同じGMグループのサーブ・オートモービルが開発）、ブレーキペダル脱落装置（特許取得）など安全面の強化が図られた。
2001年以降のスポーツモデルに搭載されるサターン製の2.2LDOHCエンジン(Z22SE, L61)は実用本位に開発され、GMグループでもっとも成功したエンジンといわれ、スピードスターやトラヴィックなどにも搭載されている。
- 日本仕様

5ドアハッチバック、4ドアサルーン、5ドアワゴン、2ドアクーペ、2ドアカブリオレのガソリンエンジンモデルが輸入された。全車ニュートラルコントロール付き4速ATのみだった。
大別して、1998-2000年モデルのXエンジン搭載車と2001-2003年モデルのZエンジン搭載車に分けることができる。
グレード（ハッチ、ワゴン）
- LS
- CD
- SPORT（呼称はスポーツに変更された）

サルーンはCDのみ、クーペとカブリオはベルトーネエディションというサブネームが付くモノグレード。後期のLS（Z16エンジン）とCD（Z18エンジン）のみレギュラーガソリン仕様である。発表資料写真に1枚だけ5ドアのミニバンが発表されていたが、これはアストラベースのミニバン、ザフィーラであり、アストラG開発時からミニバン（EUではMPVと呼称）も同時開発していた。
クーペとカブリオはボディ部分をイタリアのベルトーネで組み立てられた。

## 3代目 (2004年 - 2014年)
- 2003年 - フルモデルチェンジ発表。
- 2004年 - 販売開始。世界で40万台を売る。
- 2005年 - 世界で51万台が登録された。ADAC誌読者による「カーオブザイヤー2005」を獲得。
- 2006年 - 発売2年で100万台を達成した。ただし、日本では、この年の5月8日付けで、オペルが撤退したことにより、同年同日をもって、輸入・販売を終了した。
- 2008年 - この年からは北米でもサターンブランドで販売が開始された。
- 2009年 - 8月をもって豪州ホールデンでの販売を終了。後継にはクルーズが充てられた。

アストラG同様に各国で販売され、ボディタイプは投入順にハッチバック、ワゴン、クーペ（GTC）、カブリオ（TwinTop）、セダン。1.7Lのディーゼルエンジンはいすゞから供給されている。

### ハッチバック、ワゴン (日本仕様)
- Z18エンジン・ハッチバック(GH-AH04Z18) 登録台数1,032台
  - CD:右ハンドル（2005年、2006年）
  - SPORT(呼称はスポーツ):右ハンドル（2005年、2006年）

- Z18エンジン・ワゴン(GH-AH04Z18W) 登録台数853台
  - CD:右ハンドル（2005年、2006年）
  - SPORT(呼称はスポーツ):右ハンドル（2005年、2006年）

- Z20エンジン・ハッチバック(GH-AH04Z20) 登録台数53台
  - TURBO SPORT:右ハンドル（2005年、2006年）

- Z20エンジン・ワゴン(GH-AH04Z20W) 登録台数46台
  - TURBO SPORT:右ハンドル（2005年のみ）

### パッケージモデル (日本仕様)
- 純正アクセサリー装着車がパッケージモデルとして販売された。
  - OPCエアロパッケージ:SPORT・TURBO SPORTにエアロパーツを装着（2005年、2006年）
  - スタイルパッケージ:CDに16インチアルミ、カバー（ドアミラー、ドアハンドル）、ボディ同色モールを装着（2006年）
  - ナビパッケージ:SPORTにHDDナビ、ステップシールドを装着（2006年）

## 4代目 (2009年 - 2015年)
2009年のフランクフルトモーターショーにて発表された。シボレー・クルーズと同じGMデルタIIプラットフォームを採用する。5ドアハッチバックが先行してモデルチェンジし、3ドアハッチバックやカブリオなどは2011年中に登場する予定。本来のモデル名は「I」であり、オペルオフィシャルティーザービデオでも「I」が使われていたが数字の1と紛らわしく、アストラ1stと混同されるのを危惧し、「J」となった。
スタイリングは、前年に登場したインシグニアと強い共通性を持ったものになっている。
同年11月、中国市場にてバッジエンジニアリング車がビュイック・エクセルXTとして、そして北米市場ではビュイック・ベラーノとして発表された。また、遅れてオセアニア市場においてもホールデン・アストラとして販売している。
2010年10月にワゴンが登場。従来のワゴン、キャラバン、エステートという呼称は使わず、スポーツツアラーという呼称に変更している。ハッチのスタイリングを継承しながらも、リアゲートから操作できるリアシートアレンジ、チルトアップするトノカバーなど、細かい使い勝手の工夫が図られており、オペルのインサイドファースト設計は引き継がれている。
2010年10月、パリモーターショーにてASTRA GTC Paris Conceptを発表　コンセプトはエレガンス＆スポーツ。290馬力のターボエンジンを搭載しつつ、カリグラフィックデザインを施した皮シート、ドアヒンジからリアに伸びる「ヒップアップライン」など美を追求している。それでいて5人乗車の空間を確保している。アストラF時代で人気のGSiグレードを彷彿させる。2011年には3ドアがアストラGTCとして投入され、2013年にはツイントップの後継がアストラシリーズから独立してカスケーダの名で投入された。
なお、日本国内では、2006年5月8日付けでオペルが撤退しており、このモデルも正規輸入はされていない。

## 5代目 (2015年 - 2021年)
2015年9月のフランクフルトモーターショーで公開。新開発の軽量モジュラープラットフォーム「D2XX」を採用し、先代比で全長を49mm、全高を26mm、ホイールベースを23mmそれぞれ短縮すると同時に、120kgから200kgの軽量化を実現。パワーユニットも大幅に見直され、1.0Lの3気筒直噴ターボエンジン、1.4Lと1.6Lの4気筒の直噴ターボエンジン、1.6L・4気筒ターボディーゼルエンジンと一層のダウンサイジングが図られる。
オセアニア市場においては、クルーズの後継車種としての役割も兼ねる。
2016年2月、「ヨーロッパ・カー・オブ・ザ・イヤー2016」をオペル車として初めて受賞した
なお、このモデルも日本においては、2006年5月8日付けでオペルが撤退したために、日本への正規輸入は行われていない。

## 6代目 (2021年-)

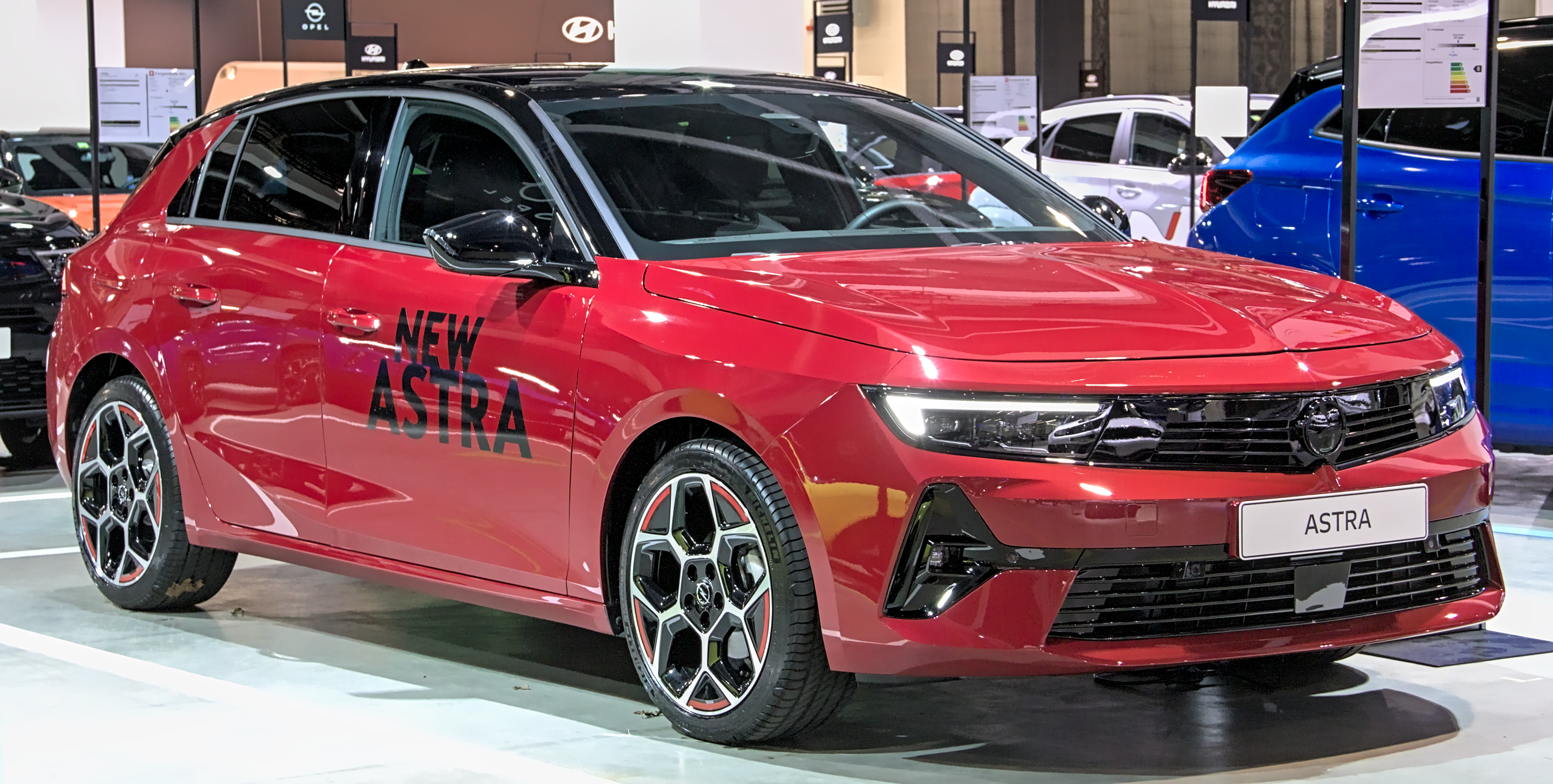
5ドアハッチバック

2021年7月13日に発表、9月1日にドイツ・リュッセルスハイムにて世界初公開された。
プラットフォームはステランティスグループのEMP2を採用し、先代比で全長を4mm、ホイールベースを13mm拡大した。パワートレーンはガソリン・ディーゼルに加え、プラグインハイブリッドモデルが設定された。